# Pirámide de Khentkaus II
La Pirámide de Khentkaus II es la pirámide de esta reina en la necrópolis de Abusir en Egipto, erigida durante la Quinta dinastía del Antiguo Egipto. La reina Khentkaus II pudo haber gobernado Egipto como reina reinante después de la muerte de su esposo Neferirkare Kakai. La pirámide actual es una ruina muy dañada, con solo 4 metros de altura.

## Descubrimiento

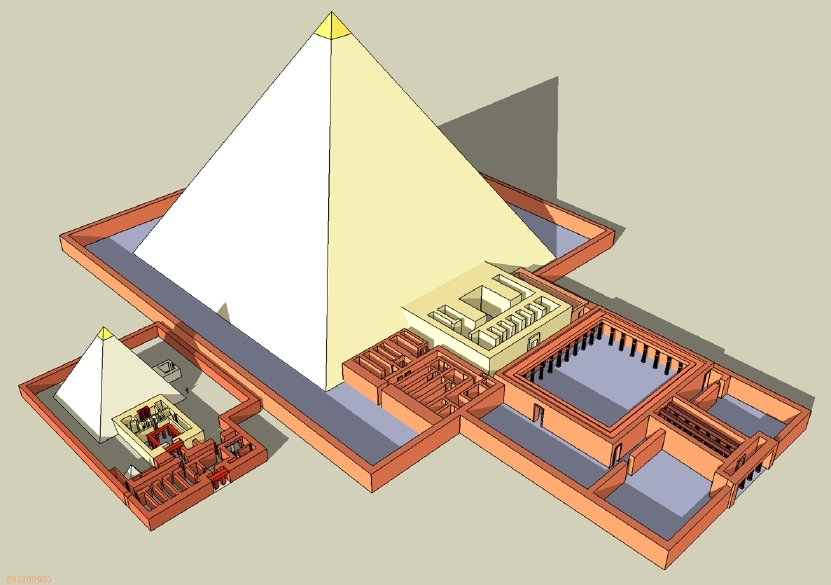
Ubicación del complejo piramidal de Khentkaus II dentro del complejo piramidal de Neferirkare.

La zona de la pirámide de Khentkaus II, directamente al sur del complejo piramidal de Neferirkare, fue explorada por primera vez a principios del siglo XX por Ludwig Borchardt, quien también encontró restos del complejo, que identificó incorrectamente como una mastaba doble tras realizar algunos sondeos.
Entusiasmado por el descubrimiento de un fragmento de papiro de la V dinastía, el arqueólogo checo Miroslav Verner investigó la zona, hasta entonces inexplorada, durante las excavaciones que emprendió en Abusir con su equipo entre 1975 y 1980. En el proceso descubrió que no se trataba de una mastaba, sino de un pequeño complejo piramidal.
Gracias a sus excavaciones, Verner pudo asignar claramente la estructura a una reina llamada Khentkaus. Al principio no estaba claro si se trataba del mismo individuo que Khentkaus I, de la IV dinastía, cuya pirámide se encuentra en Guiza. Tanto Khentkaus I como Khentkaus II tenían un título inusual que indicaba que habían gobernado Egipto personalmente. Sin embargo, a partir del contexto arqueológico, fue posible datar la pirámide de Abusir en la V dinastía e identificar al propietario de la pirámide con la esposa de Neferirkare: Khentkaus II.

## Construcción
La construcción de la pirámide de Khentkaus II comenzó durante el reinado de su marido Neferirkare y parece que fue planeada originalmente como una simple pirámide de la reina dentro del complejo piramidal de Neferirkare. Las inscripciones de esta fase de la construcción dan el nombre de Khentkaus con el título de "Gran esposa real". Entre el décimo y el undécimo año regio del rey se produjo un cambio en la obra, que en este momento había alcanzado la altura del techo de la cámara sepulcral. El motivo del cambio fue probablemente la muerte del rey.
Aunque no se puede descartar la continuación de la construcción durante el breve reinado posterior de Neferefra, hay muy pocas pruebas de ello.
Sólo bajo Nyuserre Ini parece haberse reanudado el trabajo en el complejo. En las inscripciones de esta época, el título de Khentkaus es "Reina madre". En este período se completó la pirámide, se erigió un templo en dos fases y se construyó el resto del conjunto.
También hay una inscripción de esta época, que da su título como Mw.t-nsw-bj.tj-nsw-bj.tj, que podría leerse como "Madre del Rey del Alto y Bajo Egipto y Rey del Alto y Bajo Egipto" o como "Madre de dos reyes del Alto y Bajo Egipto". La primera interpretación indicaría que Khentkaus II habría reinado como monarca por derecho propio al menos durante un breve periodo de tiempo, posibilidad que también se ve respaldada por la representación de ella con los símbolos del rey.

## Pirámide

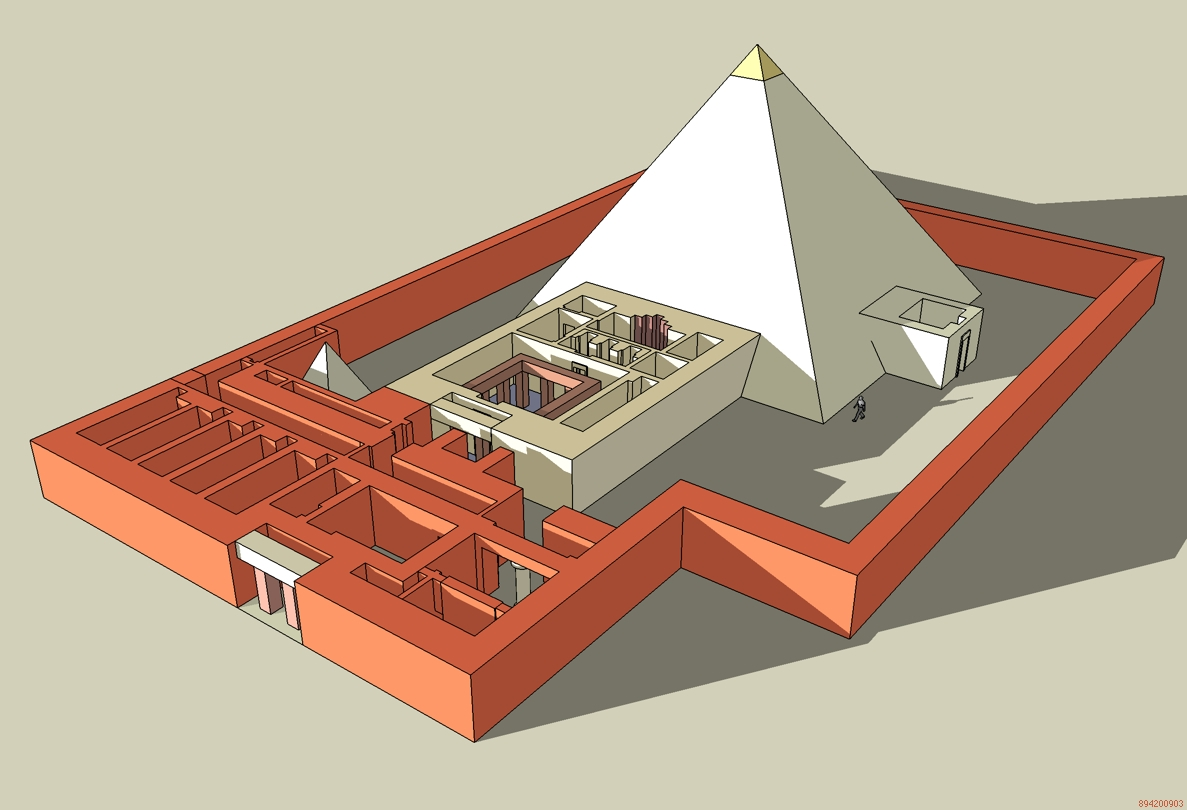
Reconstrucción de la pirámide.

La pirámide tenía una base de 25 metros por 25 metros y, si su inclinación era el ángulo de 52° habitual en las pirámides de la V dinastía, entonces habría tenido unos 17 metros de altura. El núcleo de la pirámide estaba formado por tres etapas de pequeños bloques de piedra caliza, que se mantenían unidos por mortero de arcilla. Este material eran los restos del material utilizado para construir la pirámide de Neferirkare. El núcleo parece haber sido cubierto con un fino revestimiento de piedra caliza de Tura. La parte superior de la pirámide estaba coronada por un piramidión de granito gris-negro, cuyos fragmentos se encontraron en las ruinas.
En la primera fase de construcción, bajo Neferirkare, se construyó la estructura central de la pirámide, pero no se agregaron el revestimiento y el templo funerario. La evidencia arqueológica sugiere que el revestimiento se agregó por primera vez al mismo tiempo que se construyó el templo mortuorio de piedra caliza, bajo Niuserre.
La estructura de la pirámide fue gravemente dañada por el expolio ya en la antigüedad, de modo que las ruinas ahora tienen solo 4 metros de altura. El trabajo de mampostería y material de mala calidad facilitaron la destrucción.

### Infraestructura
La subestructura de la pirámide es una tumba plana y abierta que se conserva muy bien. Desde el norte, un corredor desciende durante aproximadamente la mitad de su longitud, luego continúa en horizontal y gira ligeramente hacia el este. Poco antes de la cámara sepulcral hay una trampa de caída de granito. La propia cámara sepulcral estaba orientada en dirección este-oeste. El material de construcción del pasillo y de la cámara eran pequeños bloques de piedra caliza fina. El techo de la cámara sepulcral era plano y estaba formado por bloques macizos de piedra caliza.
La cámara en sí está muy dañada, pero se han encontrado fragmentos de un sarcófago de granito rosa. También se encontraron algunas de las vendas de la momia y fragmentos de ajuar funerario de alabastro. Estos restos indican que la pirámide se utilizó como lugar de descanso final de la reina.

## Complejo piramidal

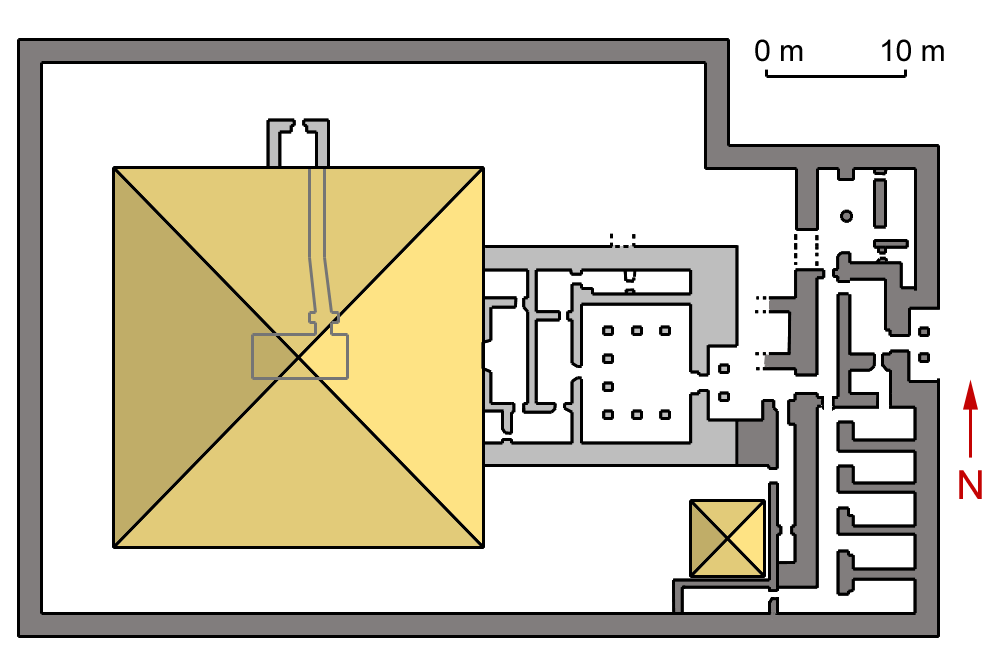
Plano de la pirámide y el templo
Gris claro: primera fase de construcción
Gris oscuro: segunda fase de construcción.

La pirámide de Khenkaus II tenía su propio complejo piramidal independiente y no formaba parte del anexo complejo piramidal del marido de Khentkaus, Neferirkare. El complejo contiene todos los elementos necesarios para el mantenimiento del culto funerario a un gobernante. Hasta ahora, no se ha identificado una calzada ni un templo en el valle.

### Capilla norte
En el centro del lado norte de la pirámide hay una pequeña capilla de ofrendas, que probablemente contenía un altar. Esta pequeña estructura se encuentra ligeramente al este de la entrada a la subestructura de la pirámide. En la actualidad, sólo se conservan los mínimos vestigios de la capilla norte.

### Pirámide de culto
En la esquina sureste había una pequeña pirámide de culto, que medía 5,2 x 5,2 metros en la base y tenía una altura de unos 4,5 metros, bastante más inclinada que la pirámide principal, con una inclinación de unos 60°. La pirámide de culto estaba hecha del mismo material que la pared exterior del complejo y se construyó como parte de una ampliación tardía del complejo, junto con la segunda fase de la construcción del templo mortuorio. La pirámide de culto ha sido destruida casi por completo; sólo quedan ligeros vestigios. Hasta ahora no se ha detectado ninguna subestructura.

### Templo funerario

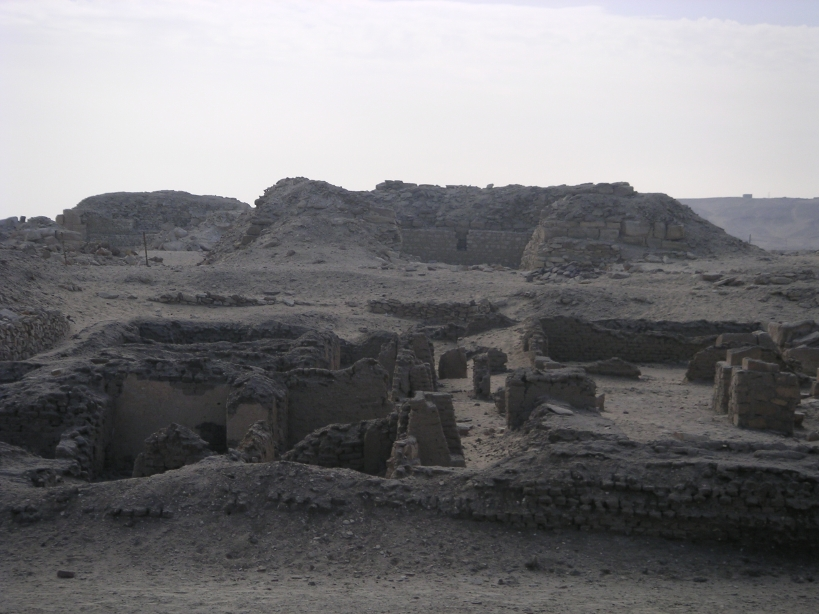
Restos del templo funerario interior de la pirámide de Khentkaus II. Al fondo están las ruinas de la pirámide de Lepsius XXIV y la pirámide doble.

El templo funerario se encuentra en el lado este de la pirámide y se construyó como parte de la fase final de la construcción del complejo bajo Niuserre. La construcción del templo se llevó a cabo en dos fases: primero se construyó un pequeño templo de piedra caliza, que posteriormente se amplió con ladrillos de adobe.
Al templo original de piedra caliza se entraba por el este a través de un pórtico con columnas. En el interior, había un patio con pilares de ocho columnas, una sala de estatuas que contenía dieciséis estatuas de culto de la reina, según un fragmento de papiro encontrado en el archivo del templo, una sala de ofrendas con una puerta falsa de granito rosa, un altar y cámaras de almacenamiento. Una escalera conducía a una terraza en el tejado. La sala de ofrendas estaba decorada con imágenes talladas en relieve e inscripciones. Es posible que otras salas también lo estuvieran. Los pilares del patio tenían una decoración similar. Uno de ellos tenía una representación de la reina con el uraeus en la frente, un símbolo real que se ha interpretado como que Khentkaus II habría sido una reina reinante. Otras imágenes muestran escenas de ofrendas, el banquete funerario, paisajes, procesiones y escenas familiares.
En la expansión del templo en la segunda fase, se agregó una nueva entrada en el lado este, así como cinco cámaras de almacenamiento más y una vivienda para sacerdotes. Se utilizó ladrillo de adobe para estas nuevas adiciones, en lugar de mampostería de piedra caliza. En el curso de la expansión, se construyó un muro de adobe alrededor del complejo, separándolo del complejo piramidal de Neferirkare.
El culto funerario de Khentkaus II todavía está atestiguado más de trescientos años después, al final de la VI dinastía.

### Muro compuesto
El complejo estaba rodeado por un enorme muro de adobe, que se distingue claramente del muro compuesto del complejo piramidal vecino de Neferirkare. Algunos restos de un muro de piedra caliza anterior, de la primera fase de construcción, indican que el complejo estaba originalmente destinado a estar conectado con el complejo piramidal de su marido. El complejo se convirtió en una zona independiente durante la ampliación del templo funerario.

## Despojo y destrucción
La pirámide fue saqueada por primera vez en el Primer Periodo Intermedio. En el Imperio Medio, la pirámide fue reabierta y el sarcófago fue reutilizado para el entierro de un niño. El complejo piramidal sufrió importantes daños a finales del Imperio Nuevo como consecuencia de un expolio. El material extraído del complejo se reutilizó en nuevas construcciones.